# Kreuzdachbildstock

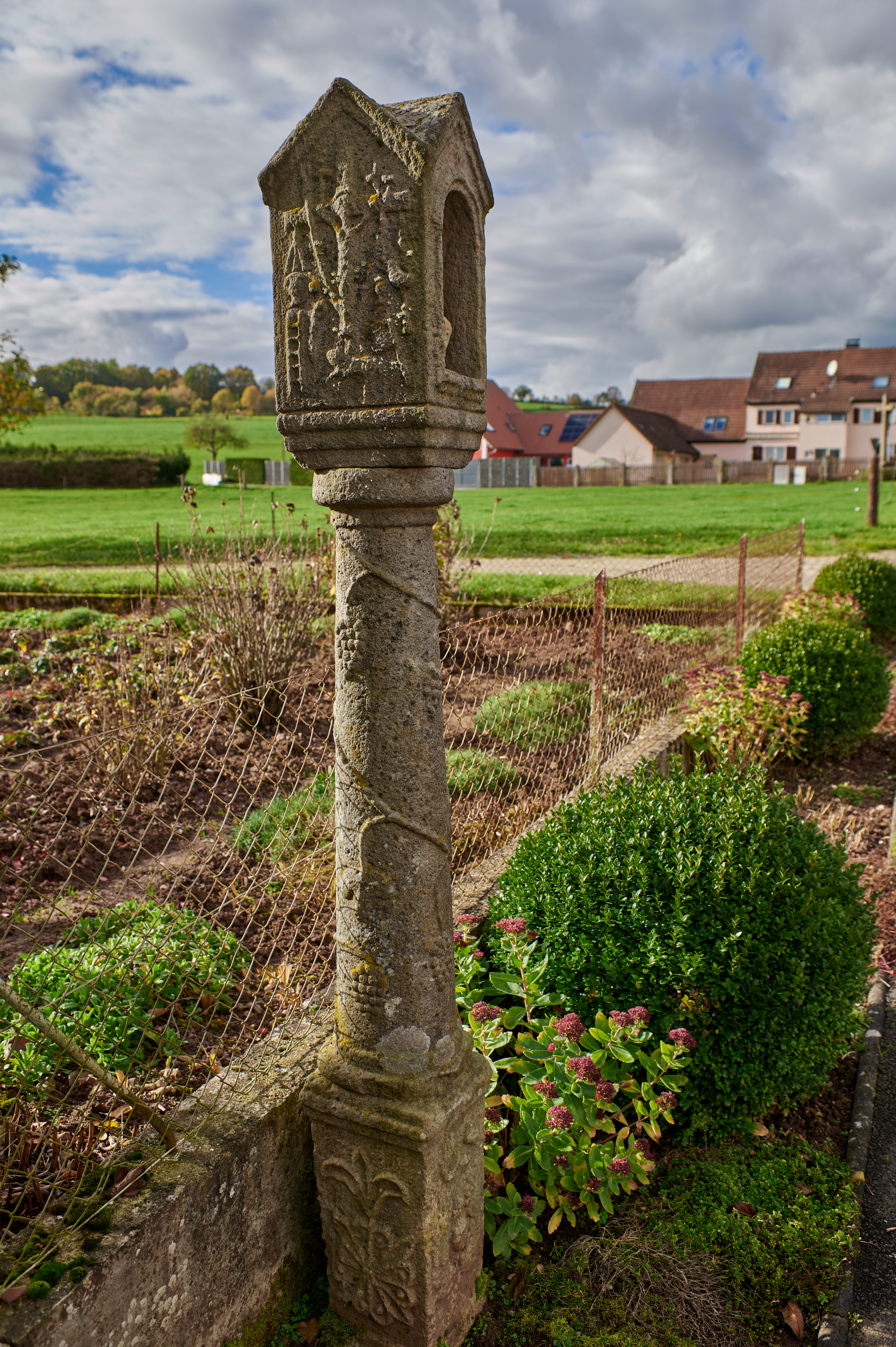
Kreuzdachbildstock in Burkardroth–Frauenroth, Landkreis Bad Kissingen, Unterfranken

Als Kreuzdachbildstock (auch Kreuzdachmarter) wird ein Bildstocktyp in der Bildstocklandschaft Franken bezeichnet, der im 16. und 17. Jahrhundert entstand. Er verbreitete sich vor allem in den Territorien des Hochstifts Würzburg und des Erzstifts Mainz, wobei die geografischen Schwerpunkte der Martern bis heute in den Landschaften Eichsfeld, Rhön und Spessart liegen.

## Geschichte
Die Kreuzdachbildstöcke gehen auf die zweite Hälfte des 16. Jahrhunderts zurück, die ersten Exemplare sind aus den 1560er Jahren nachgewiesen. Wahrscheinlich brachten wandernde Steinmetzgesellen die Formen aus den südlicher gelegenen Regionen im Spessart zunächst in die Rhön, von wo aus sie sich nach Norden weiter bis in das heute zu Thüringen gehörende Eichsfeld verbreiteten. Einen ersten Höhepunkt erlebten die Bildstöcke im 17. Jahrhundert, aus dieser Zeit haben sich heute noch etwa 80 Exemplare in der Region Rhön erhalten. In dieser Zeit differenzierte sich das Erscheinungsbild der Bildstöcke weiter aus, was ein Hinweis auf eine wachsende Werkstättenvielfalt ist.
Im 18. Jahrhundert wurden nur noch vereinzelt Kreuzdachmartern gesetzt. Die Martern wurden von privaten Stiftern aufgestellt, deren persönliche Zeichen in Form von Wappen auf den Stücken vermerkt wurden. Es ist auffällig, dass – anders als bei den zeitgleich entstehenden Monolithbildstöcken – bei den Kreuzdachmartern die Wappen der regierenden Würzburger Fürstbischöfe nur sehr selten auftauchen. Vermutlich betrachteten die Bischöfe die Bildstöcke in den auch nach der Reformation katholischen Gebieten nicht als Zeichen der Gegenreformation. Auch im 19. Jahrhundert wurden die charakteristischen Formen der Kreuzdachmartern weiter tradiert.
Die Bezeichnung Kreuzdachbildstock taucht nicht in der Literatur des 16. und 17. Jahrhunderts auf. Sie wurden stattdessen erst im 20. Jahrhundert von der Forschung nach ihrem charakteristischen Äußeren benannt. Wahrscheinlich etablierte der Würzburger Volkskundeprofessor Josef Dünninger in den 1950er Jahren den Begriff, der in der Folgezeit von verschiedenen Rezipienten weiter verbreitet wurde. Vor allem die Aufnahme der Objekte in die Denkmallisten des Bayerischen Landesamtes für Denkmalpflege führte zu einer weiteren Verbreitung des Begriffs. Die Kreuzdachbildstöcke sind heute als Bau- bzw. Kulturdenkmäler unter Denkmalschutz gestellt. Ihre Unscheinbarkeit führte in der Vergangenheit zu großen Bestandsverlusten.

## Beschreibung

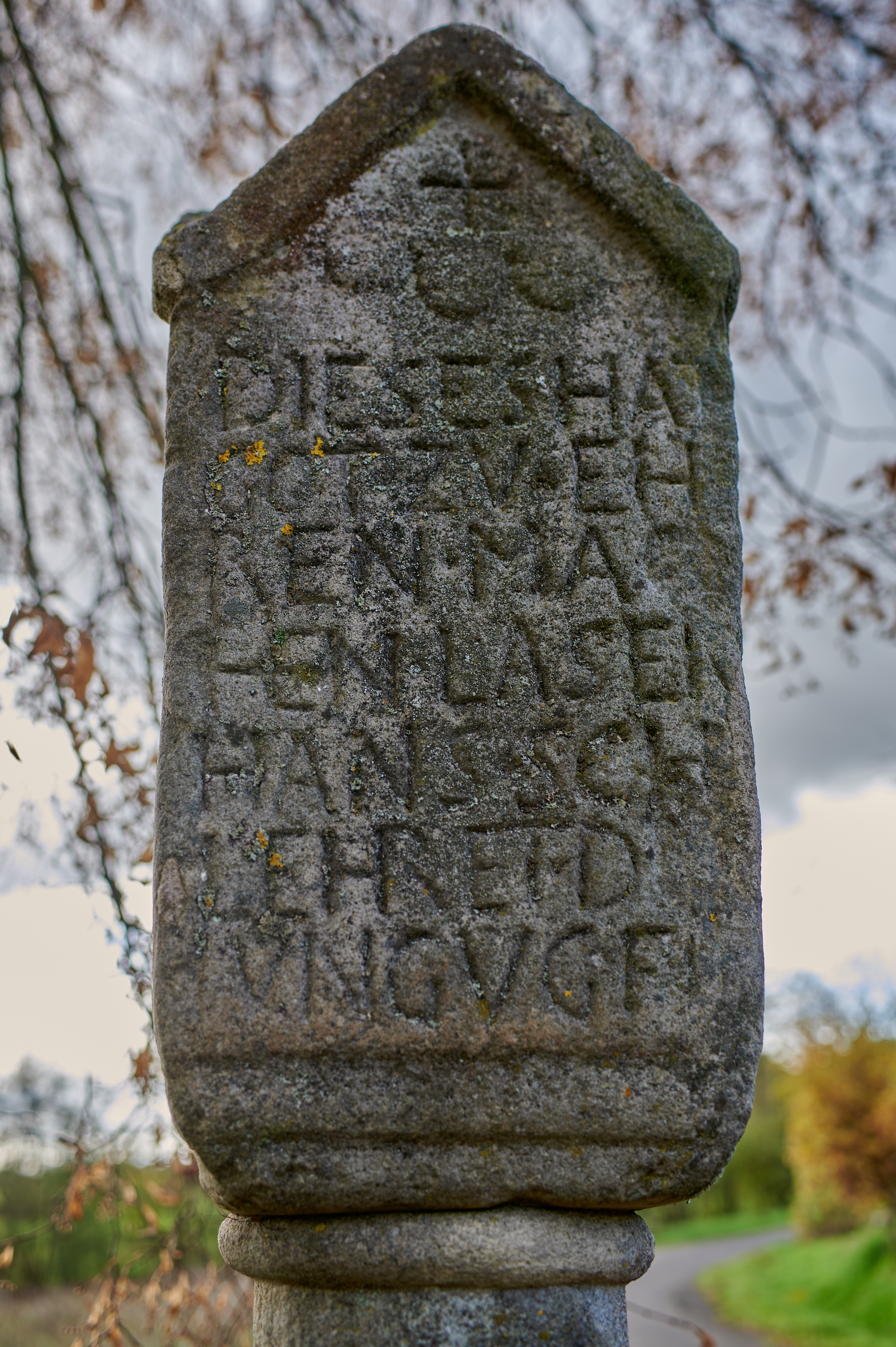
Inschrift auf einem Bildstock in Burkardroth-Gefäll

Die Kreuzdachbildstöcke zeigen ein recht einheitliches Erscheinungsbild. Das namengebende Kreuzdach bildet den Abschluss. In der Regel ruhen die Denkmäler auf einem Rechtecksockel mit nahezu quadratischem Grundriss. Darüber erhebt sich eine Rundsäule, deren Form variieren kann: es gibt zylindrische, konische und bauchige Säulen. Darüber erhebt sich, meist ohne Übergang in Form eines Gesimses, ein Aufsatz, der in Form und Größe an den Sockel erinnert. Der Aufsatz schließt auf jeder Seite mit einem Satteldach ab. Die Firstlinien der jeweils gegenüberliegenden Giebel der Satteldächer bilden also ein Kreuz. Bei der beschriebenen Marter handelt es sich um eine Idealform. Nicht in jedem Fall wurden alle Elemente verbaut.
Anders als die gleichzeitig entstehenden Monolithe, die lediglich auf Reliefs im Aufsatz zurückgreifen, wurden Kreuzdachmartern mit unterschiedlichen Gestaltungselementen verziert. Die Schauseite des Bildstocks wurde dabei in der Regel mit einer Bildnische verziert. Hier wurde nicht selten eine kleine Figur eingestellt, teilweise waren auch Bildtafeln aus Holz oder Blech zu finden. Im 20. Jahrhundert wurden viele dieser Bildnischen mit einer Glasscheibe verblendet, um Schäden von den Bildern fernzuhalten.
Die Rückseite des Stocks ist häufig mit einem erhabenen Kreuzrelief ausgestattet, nicht selten findet man auch ein Kleeblattkreuz. Alternativ ist die Rückseite der Stifterinschrift vorbehalten. Die Seitenflächen weisen ebenfalls ein breites Variantenspektrum auf. Hier wurden Inschriften angebracht, wobei vor allem die Buchstabenkürzel „IHS“ und „INRI“ herausgearbeitet wurden. Manchmal finden sich Rankenornamente oder die Leidenswerkzeuge Christi. Die Seitenflächen sind auch der Ort für die selten angebrachten Wappen.
Während der Aufsatz die meisten Zierelemente aufweist, wurden die anderen Bauteile der Kreuzdachmarter zurückhaltender mit Reliefs ausgestattet. Die namengebenden Kreuzdächer weisen höchstens ein umlaufendes Palmettenfries auf, häufiger kommen sie ohne Reliefs aus. Die Säulen erhielten spiralförmiges Rankwerk in Form von Weinranken, das auf den historischen Weinbau in der Region hinweist. Der Sockel weist dagegen Blumenornament oder Fischblasenmuster in Form des sogenannten Dreischneuß auf. Seltener wurde hier das Blumenornament weitergeführt, wobei nun vor allem Rosen angebracht wurden.

## Verbreitung und Beispiele
Die Kreuzdachbildstöcke wurden vor allem in Gebieten aufgestellt, die Teil des Hochstifts Würzburg waren. Daneben entstanden sie auch in den Exklaven Aschaffenburg und Eichsfeld des Erzstifts Mainz. Seltener errichtete man Kreuzdachmartern auch im Einflussbereich der Fürstabtei Fulda. Heute prägen sie die Landschaften Rhön, Spessart und Eichsfeld, ziehen sich also in einem Bogen von Miltenberg über Bad Kissingen bis nach Heiligenstadt. Vereinzelt kommen Kreuzdachmartern sogar im Gebiet des ehemaligen Hochstifts Bamberg vor. Ein Kernraum ist in der Rhön auszumachen, wo eine besonders große Vielfalt bis heute erhalten ist.
Dieser Kernraum wird wie folgt begrenzt: Die nördliche Grenze wird vom Truppenübungsplatz Wildflecken und den Gemeindeteilen Volkers-Oberweißenbrunn gebildet, im Osten sind außerdem noch Exemplare nahe des Kreuzbergs bis nach Steinach zu finden. Die südöstliche und südliche Grenze wird von Exemplaren entlang der Fränkischen Saale gebildet, wobei als Endpunkte Hammelburg und Untereschenbach ausgemacht werden können. Die Westgrenze wird von Hammelburg bis Volkers entlang der Bundesstraße 27 ausgemacht.

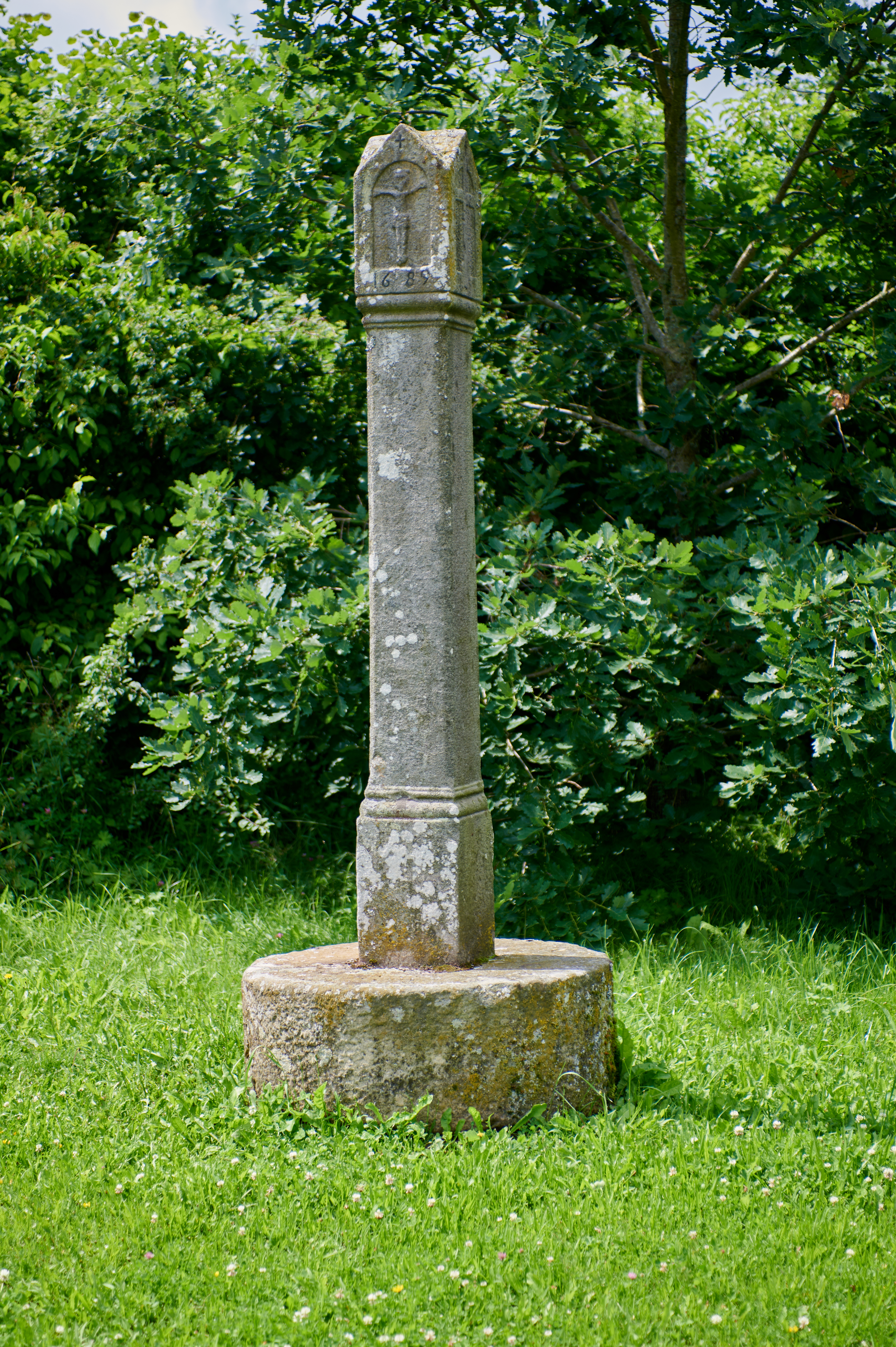
Kreuzdachmarter von 1689 in Bischofsheim–Oberweißenbrunn ⊙
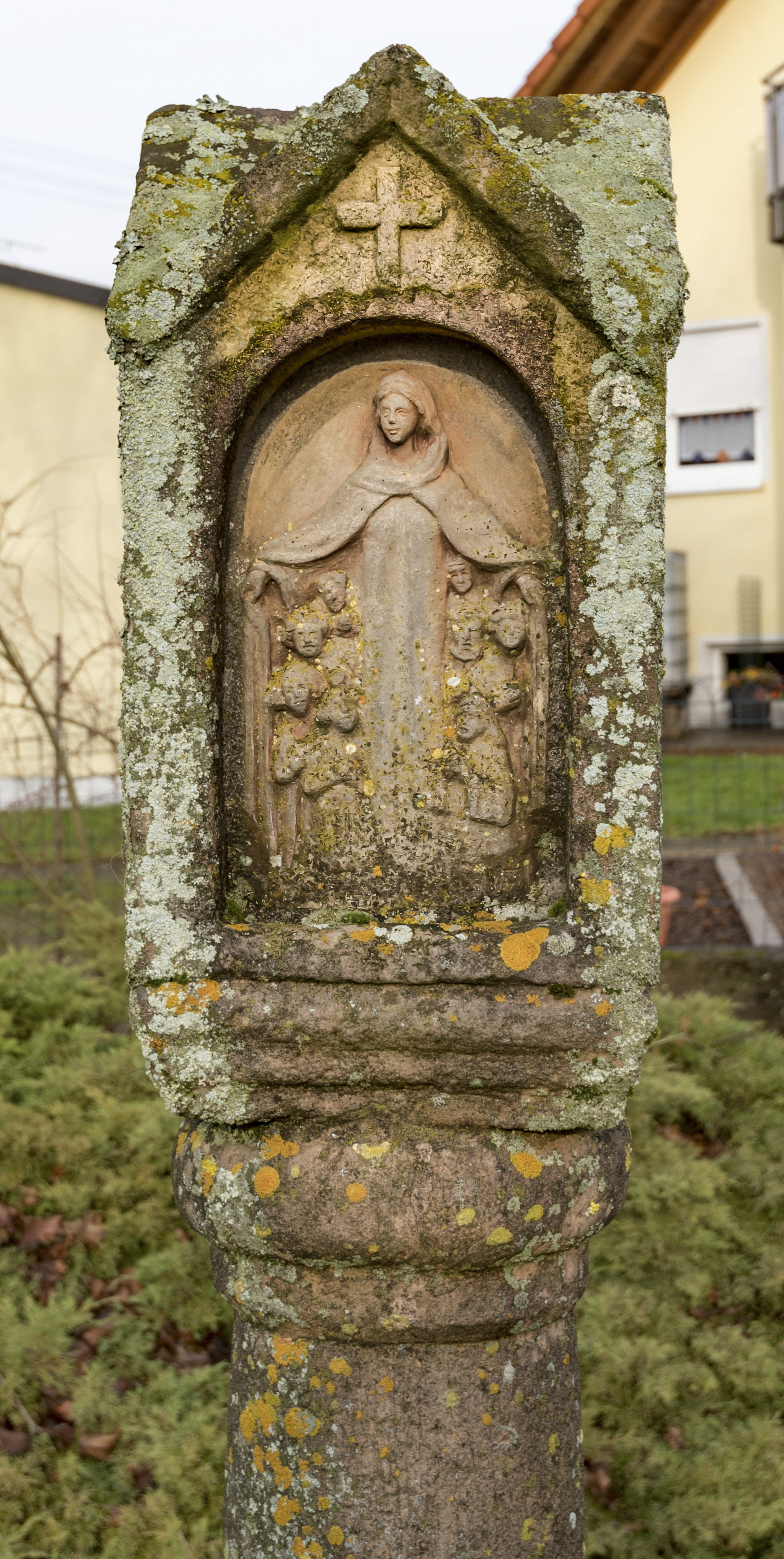
Bildstock von 1661 in Bad Bocklet-Roth ⊙
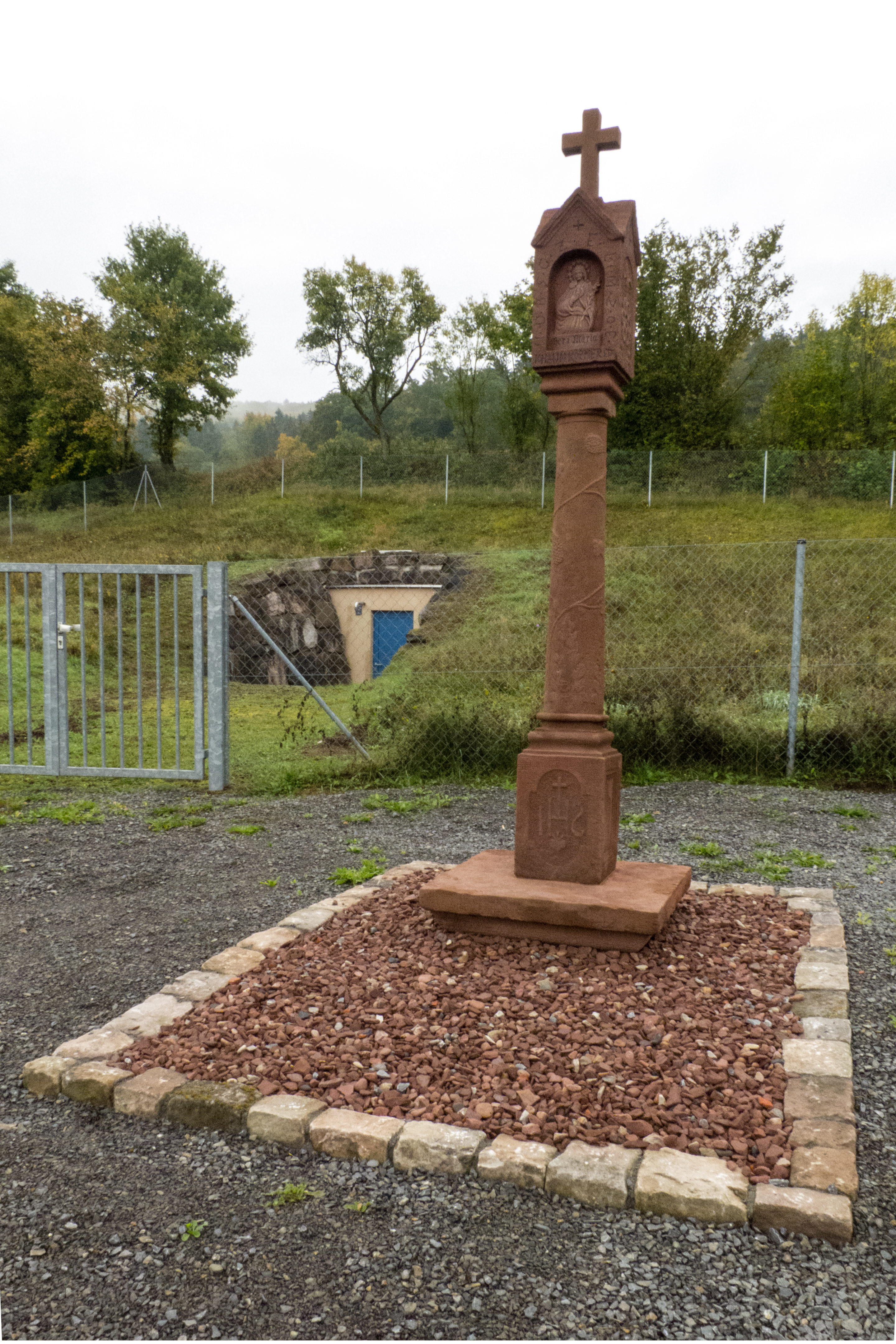
Bildstock von 1700 in Hammelburg-Obererthal ⊙
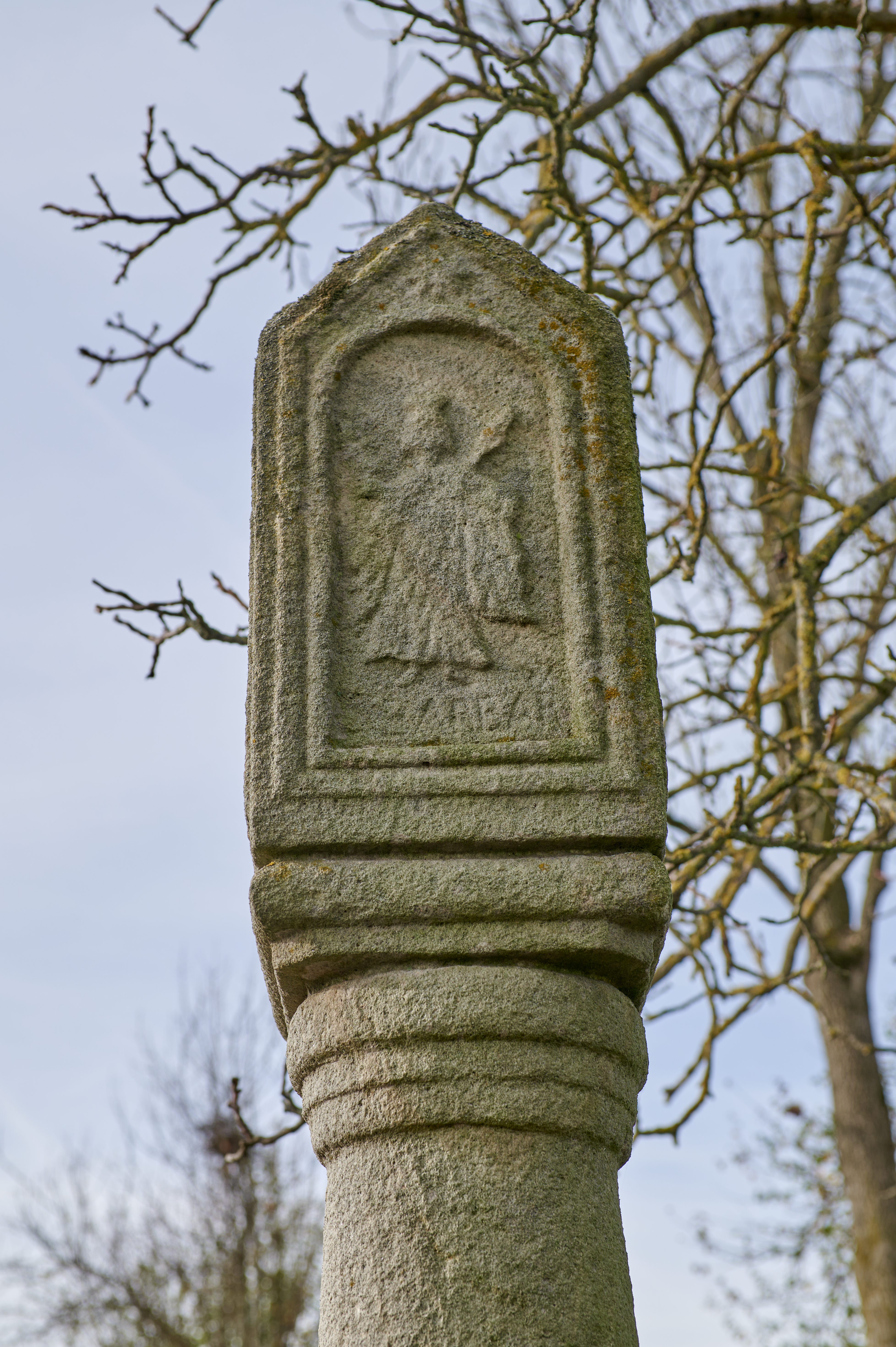
Bildstock des 17. Jahrhunderts in Oberleichtersbach-Modlos ⊙
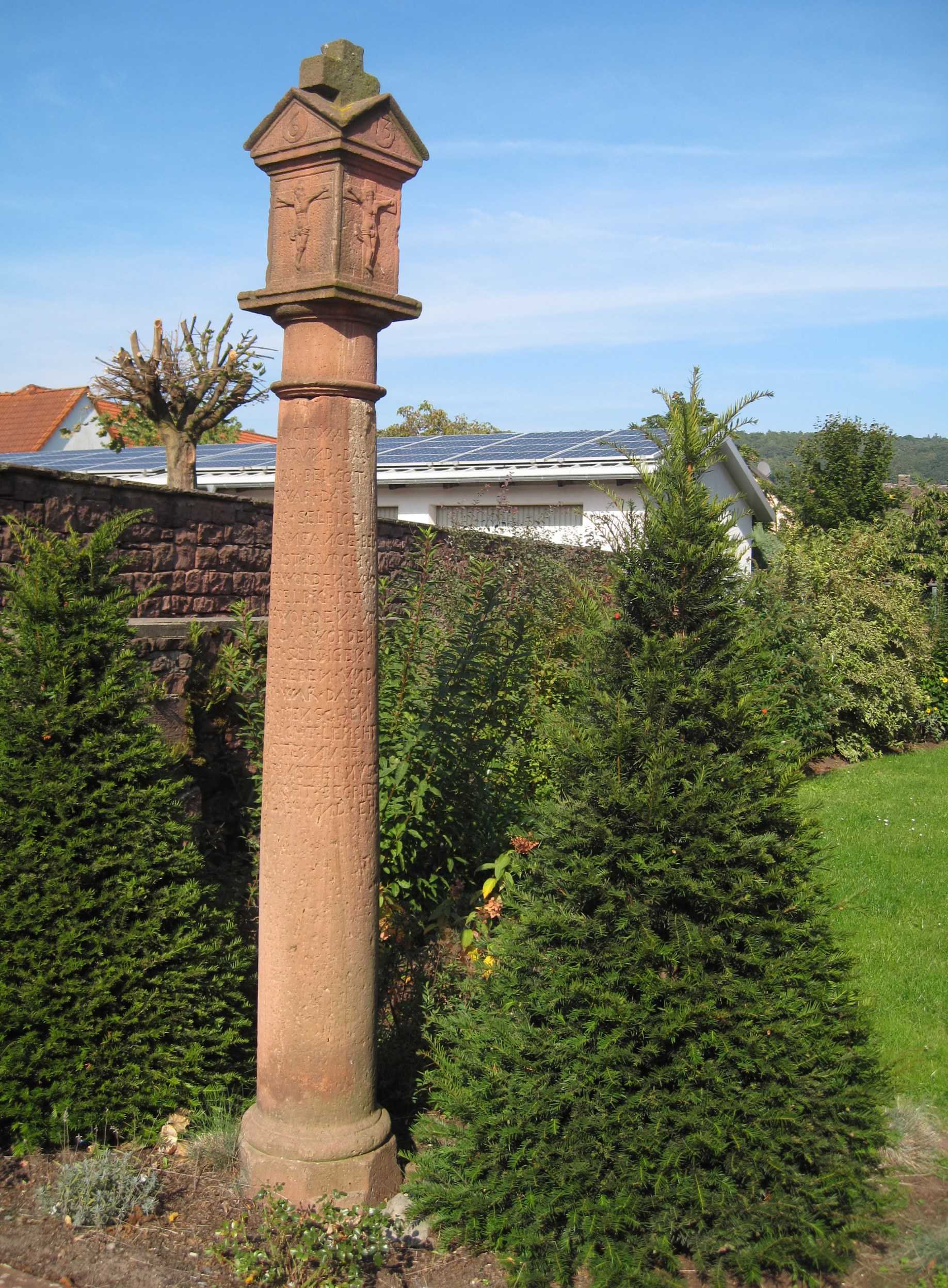
Kreuzdachbildstock in Großheubach von 1613 ⊙